# Pioneer Zephyr
Pioneer Zephyr (в 1934—1936 годы Burlington Zephyr, бортовой номер 9900) — первый серийный в истории США дизель-поезд, построенный в 1934 году на заводе «Бадд» по заказу железнодорожной компании «Берлингтон», родоначальник семейства из десяти скоростных поездов. После рекордного безостановочного пробега 26 мая 1934 года и последующего рекламного турне «Зефир» эксплуатировался в регулярном пассажирском сообщении до 1960 года. Поезд, переживший четыре серьёзных происшествия и последующие восстановительные ремонты, сохранился и экспонируется в собрании чикагского Музея науки и промышленности.
В первоначальной конфигурации «Зефир» — трёхвагонный сочленённый однонаправленный состав, включавший моторный вагон с отделением железнодорожной почты, промежуточный багажно-пассажирский вагон, и хвостовой пассажирский вагон с панорамным салоном. Все вагоны — безрамные сварные из нержавеющей стали на тележках Якобса. Последующие составы серии включали от трёх до десяти-двенадцати вагонов.

## Предыстория
В благополучные 1920-е годы пассажиропоток американских железных дорог медленно сокращался из-за автомобилизации населения и строительства автодорожной сети. Железнодорожники вели дела консервативно, в ущерб комфорту пассажиров. Абсолютное большинство перевозок выполнялось на паровой тяге, абсолютное большинство поездок приходилось на сидячие вагоны. Купейные и спальные вагоны были роскошью, доступной немногим.
Великая депрессия резко подорвала покупательную способность американцев, и к 1934 году пассажиропоток упал вдвое по сравнению с докризисными годами. Железные дороги пытались выживать двумя путями: жёсткой экономией с одной стороны и повышением комфортности и привлекательности существующих маршрутов с другой. Постепенные усовершенствования, важнейшим из которых было кондиционирование воздуха, казались железнодорожникам недостаточными. Требовались революционные изменения, способные привлечь и удержать новых клиентов. Таким решением стали лёгкие экономичные поезда-стримлайнеры с двигателями внутреннего сгорания. Заказчиками новых поездов стали железные дороги «Юнион Пасифик» и «Берлингтон», а разработчиками и производителями — «Пульман-Стандарт», «Бадд» и подконтрольные «Дженерал Моторс» компании «Уинтон» и «Электро-Мотив». Два опытных состава, M-10000 компании «Юнион Пасифик» и «Зефир» компании «Берлингтон», строились и вошли в строй почти одновременно, и стали родоначальниками двух обособленных семейств поездов.

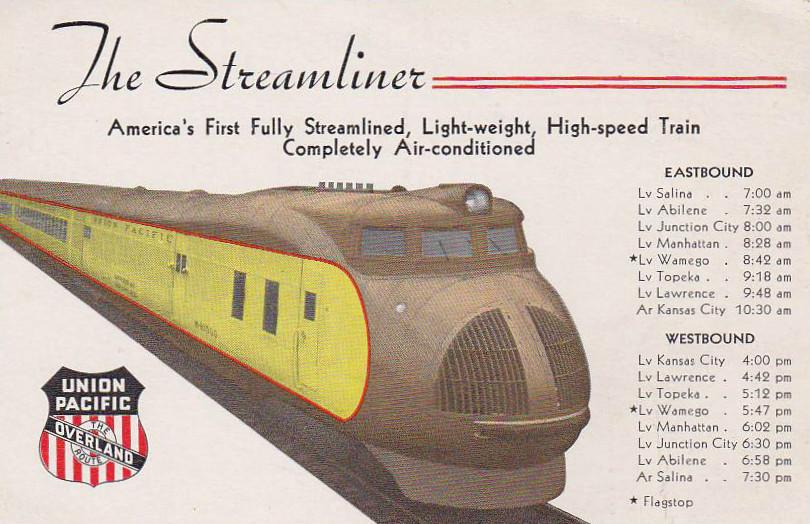
Поезд М-10000. Расписание маршрута длиной 300 км и продолжительностью 3 часа 30 минут. В отличие от неокрашенного «Зефира», М-1000 был окрашен в жёлтый и красный цвета

В начале 1933 года председатель и совладелец «Юнион Пасифик» Аверелл Гарриман заказал заводу «Пульман-Стандарт» проектирование и постройку M-10000. Эксперты-железнодорожники полагали, что дизельные двигатели ещё не достигли уровня, пригодного для регулярной эксплуатации, и выбрали в качестве силовой установки 600-сильный карбюраторный двигатель производства «Уинтон». Безрамные вагоны конструкции Уильяма Стаута изготавливались из алюминия, поэтому трёхвагонный поезд, рассчитанный на 108 пассажиров, весил всего 85 т и развивал скорость 177 км/ч. После приёмки заказчиком в феврале 1934 года M-10000 отправился в длительное рекламное турне по США. 31 января 1935 года он начал регулярное движение на региональных маршрутах штатов Миссури и Канзас длиной от 109 до 300 км. Его рекламное имя «Стримлайнер» (англ. The Streamliner) стало нарицательным для целого класса поездов. M-10000 эксплуатировался до полной выработки ресурса двигателя и был списан в декабре 1941 года при пробеге около 900 тысяч км. Практика показала, что конструкция М-10000 была неоправданно облегчена, а жёсткая конфигурация поезда на тележках Якобса, не позволявшая изменять его состав, была экономически нецелесообразна.

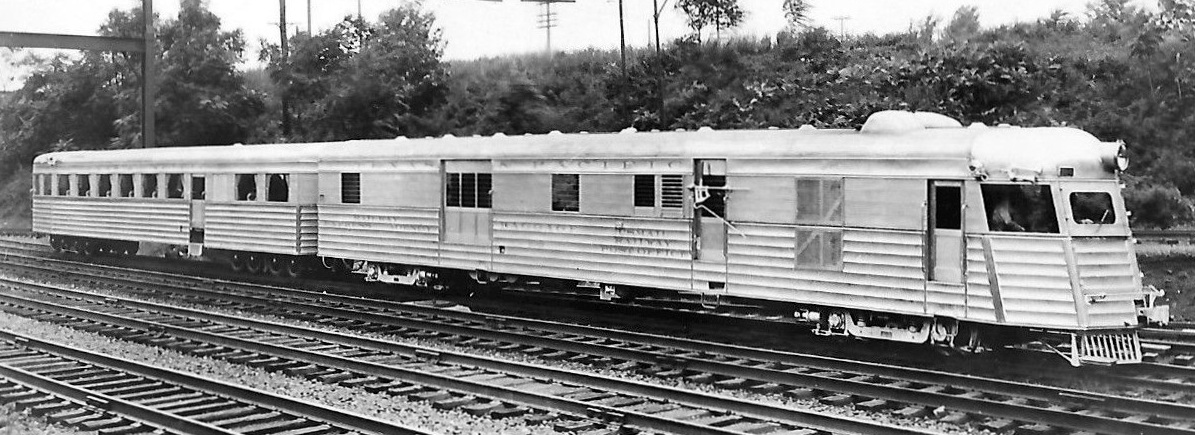
Опытный дизель-поезд Silver Slipper в 1933 году

Второй американский поезд-стримлайнер был детищем двух однофамильцев — президента железной дороги «Берлингтон» Ральфа Бадда и владельца базировавшейся в Филадельфии металлообрабатывающей компании «Бадд» Эдварда Бадда. До кризиса 1929 года компания Эдварда Бадда была крупным, преуспевающим поставщиком кузовов на автосборочные заводы, но в 1930 году производство остановилось. Бадд обратил внимание на новейшие нержавеющие стали, применённые в облицовке недавно построенного Крайслер-билдинг, и нашёл своей компании новую нишу — производство прочных, но лёгких нержавеющих конструкций. С целью рекламы он предпринял постройку самолёта из нержавеющей стали по чертежам «Савойя-Маркетти» S.56. Ключевую технологию импульсной сварки тонких нержавеющих листов разработал Эрл Рагсдейл. В 1931 году нержавеющая летающая лодка благополучно поднялась в воздух. Рекламное турне по Франции принесло Эдварду Бадду контракт с «Мишлен» на постройку опытного моторного вагона на шинном ходу, а затем выпуск однотипных серийных вагонов для американских заказчиков. В 1933 году компания выпустила опытный двухвагонный поезд-стримлайнер Silver Slipper, оказавшийся неудачным и прослуживший всего год.
Ральф Бадд лично испытал вагон Budd на шинном ходу и предложил Эдварду Бадду построить полноценный пассажирский поезд. По условиям контракта, заключённого 17 июня 1933 года, трёхвагонный состав должен был использовать перспективный, ещё не существовавший в металле дизельный двигатель «Уинтон 201» конструкции Чарльза Кеттеринга и традиционные металлические колёсные пары, и поддерживать эксплуатационную скорость не менее 100 миль/ч (161 км/ч). Главным конструктором будущего «Зефира» стал авиационный инженер, недавний выпускник Массачусетского технологического института (МТИ) Альберт Гарднер Дин. Конструктивную основу вагонов Дин заимствовал у опытных безрамных вагонов на шинном ходу, а внешний облик — из мира авиации, автомобилей и трамваев.

## Конструкция

### Составность

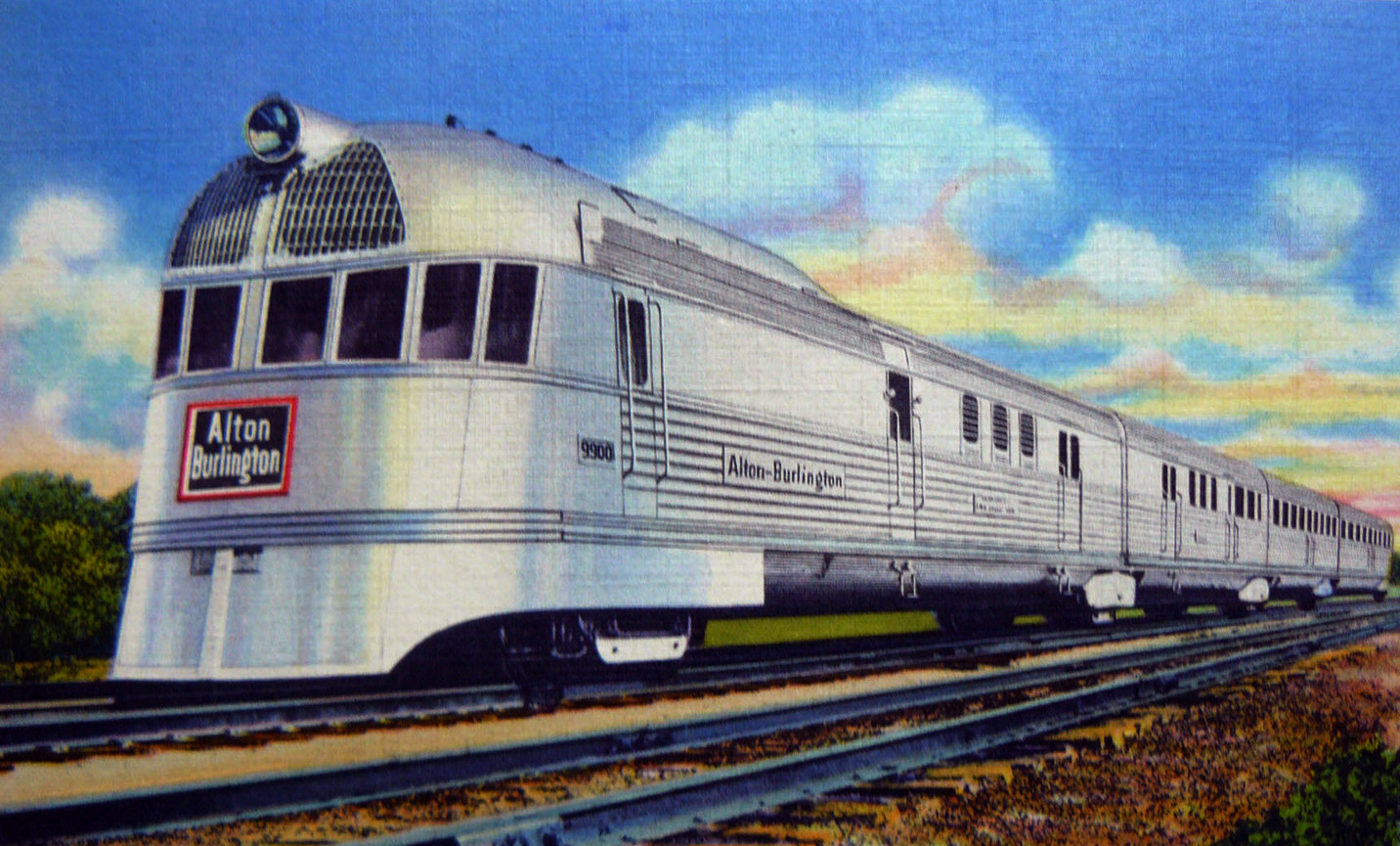
Поезд Twin Zephyr (№ 9902) в дополненной четырёхвагонной составности

В первоначальной заводской конфигурации дизель-поезд включал три вагона: головной моторный c отделением железнодорожной почты и багажным отсеком (№ 9000), промежуточный прицепной с багажным отделением, буфетом и коротким пассажирским салоном (№ 505) и хвостовой прицепной пассажирский с панорамным салоном в хвосте (№ 570). Так как пассажировместимость поезда была весьма небольшой, в 1935 году он был дополнен до четырёхвагонной составности дополнительным промежуточным пассажирским вагоном с номером 525, вцепленным третьим по счёту между вторым и третьим оригинальными вагонами. В 1938 году вагон № 525 был заменён другим промежуточным вагоном с пассажирским салоном и буфетом с номером 500, а второй вагон был переоборудован в чисто багажный, при этом были сохранены все окна. В 1950 году составность поезда была возвращена до первоначальной трёхвагонной. Все вагоны поезда являются сочленёнными с общими тележками Якобса и потому не могут быть расцеплены вне условий депо.

### Кузова вагонов
Кузова вагонов поезда имеют безрамную сварную конструкцию и выполнены из нержавеющий стали без окраски, за счёт чего имеют серебристый цвет. На производство вагонов завод затратил 23 т листовой нержавеющей стали марки 18/8. Профильный прокат не использовался: все конструкции сваривались из листовой стали. Самые тонкие элементы имели толщину 0,3 мм, панели бортов и крыши — толщиной 0,56 мм и 0,76 мм, лобовые панели — толщиной 3,2 мм. Главный несущий элемент безрамного вагона — сэндвичевая конструкция пола, выполненная из гофрированной и плоской нержавеющей стали и подкреплённая снизу продольными стрингерами. Опора двигателя — сварная пространственная конструкция из хромансилевой стали массой около 3 т, интегрированная в несущий пол моторного вагона.
Для снижения сопротивления воздуха подвагонные пространства, включая тележки, были закрыты обтекателями. Лобовая часть моторного вагона получила характерный «лопатообразный» (англ. shovel-nose) облик с наклоном кабины назад и скруглёнными углами, который впоследствии часто воспроизводился конструкторами паровозов-стримлайнеров. На лобовых поверхностях не было ни одной выступающей детали, не было и заклёпок — все соединения, примерно 125 тысяч точек на каждый вагон, выполнялись импульсной сваркой (заклёпки появились позже, при восстановлении поезда после лобового столкновения в 1939 году). Продувка модели в аэродинамической трубе МТИ показала, что принятые меры снизили лобовое сопротивление «Зефира» на скоростях свыше 150 км/ч на 47 %. Низкий центр тяжести позволял проходить кривые быстрее, чем это могли делать паровые поезда.

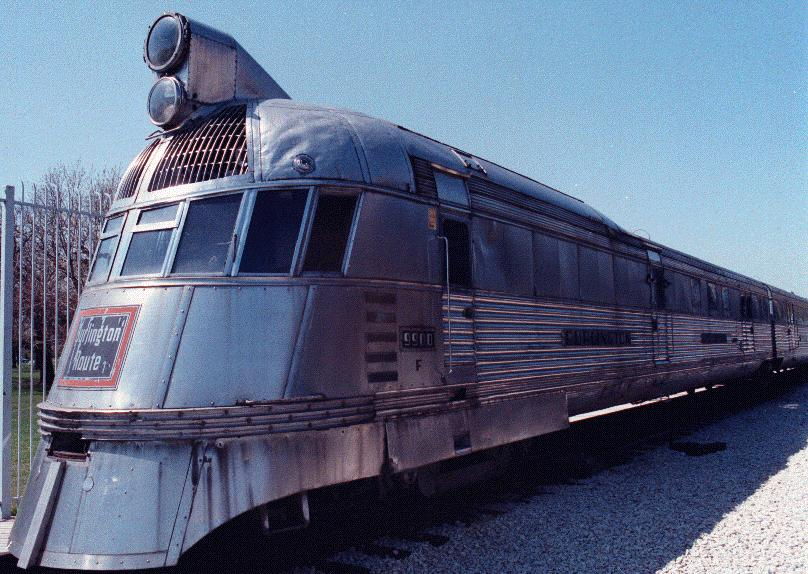
Головной моторный почтово-багажный вагон
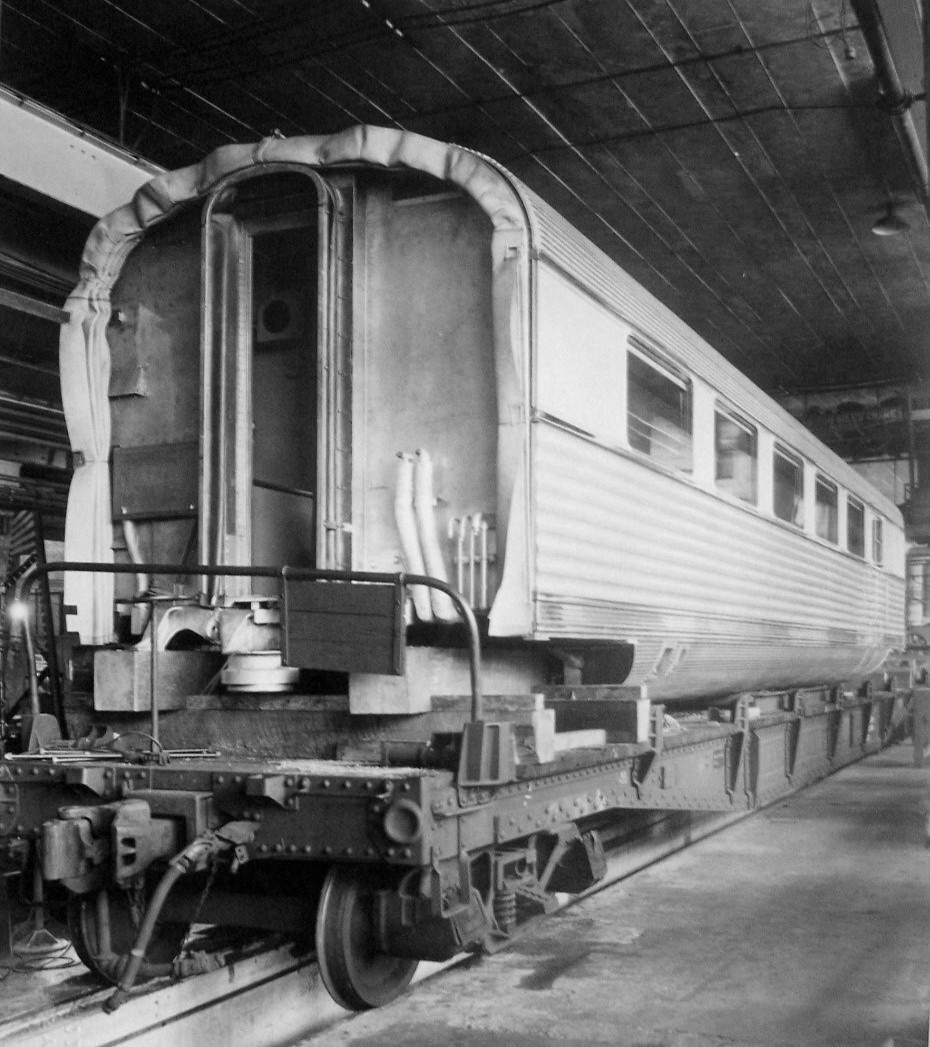
Дополнительный промежуточный пассажирский вагон без тележек на вагоне-платформе
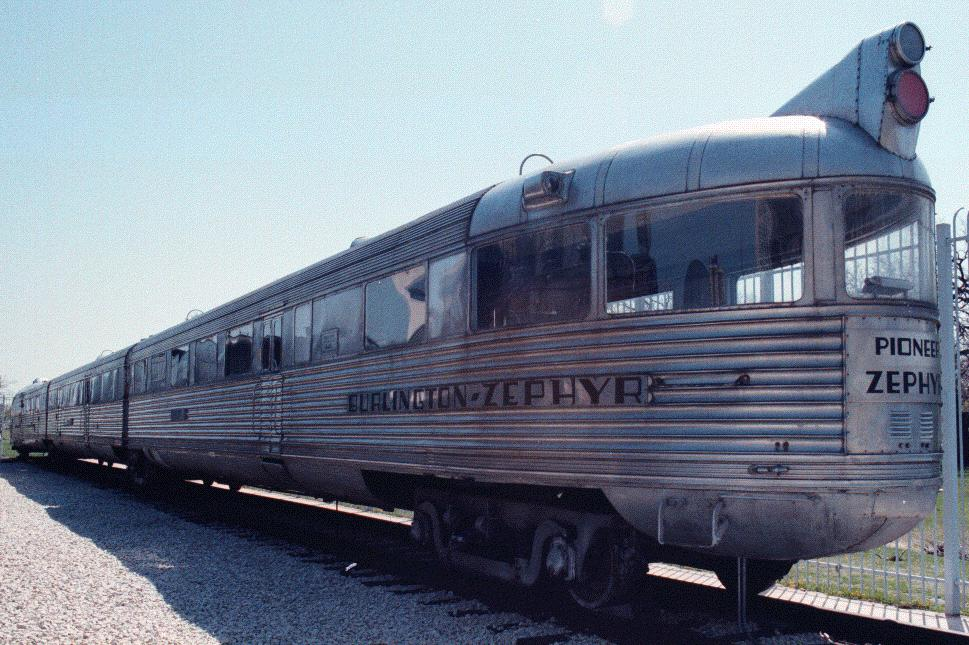
Хвостовой пассажирский вагон

### Ходовая часть

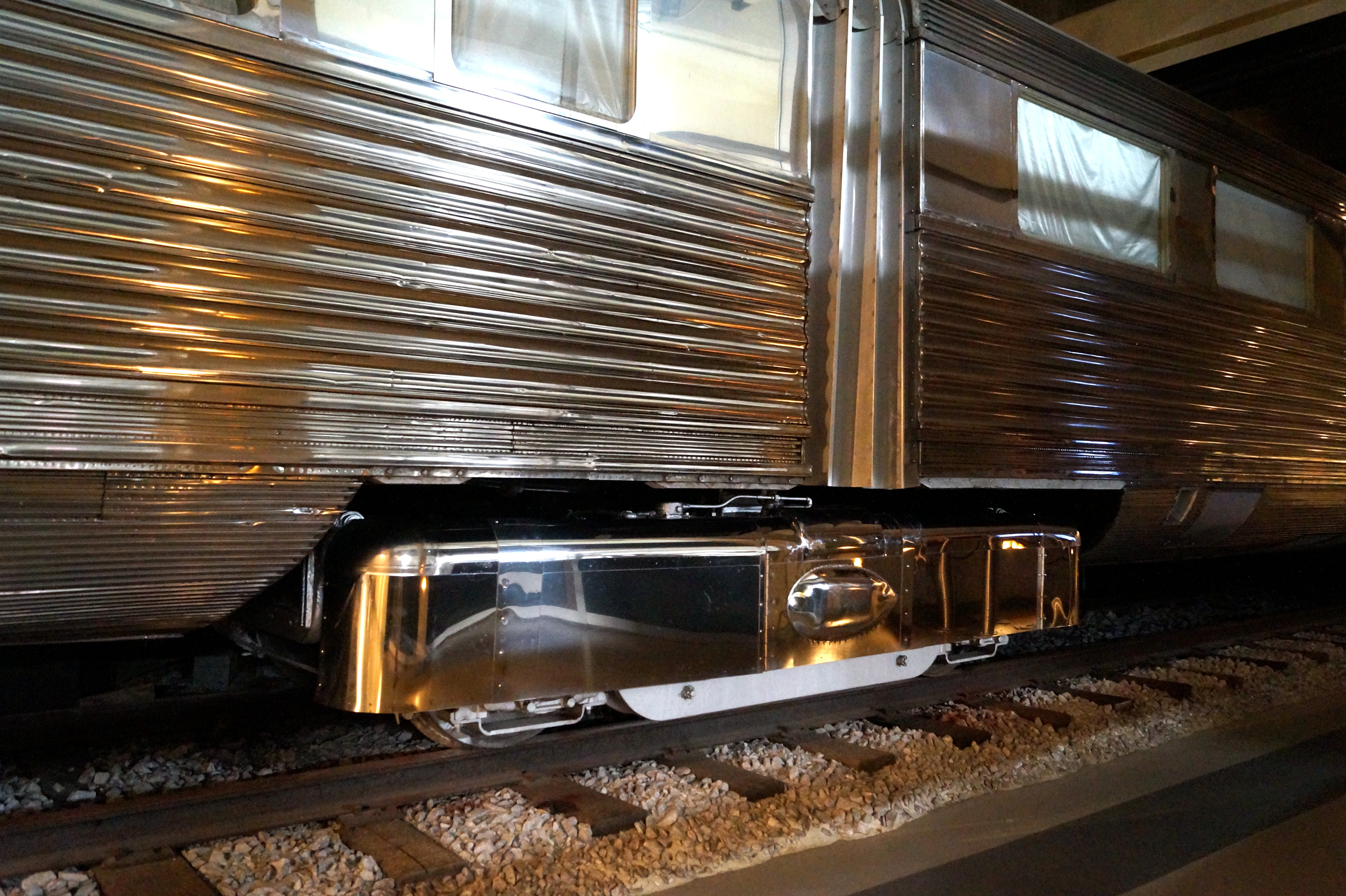
Тележка Якобса, закрытая обтекателем (2018 год)

Ходовую часть проектировал брат главного конструктора Уолтер Дин. Как и создатели M-10000, Уолтер Дин отказался от традиционной установки каждого вагона на пару двухосных тележек. Вместо этого он применил тележки Якобса: концевые тележки второго вагона одновременно поддерживали головной и хвостовой вагоны. Число тележек у трёхвагонного состава сократилось с шести до четырёх, с пропорциональным уменьшением общей массы до 24,5 т; отпала необходимость установки автосцепок. Все тележки поезда являются двухосными; передняя тележка головного вагона является моторной, остальные — безмоторными. Снаряжённая масса трёхвагонного поезда составила около 88,5 т (195 000 фунтов) — немногим больше, чем весил один пульмановский вагон.

### Силовая установка

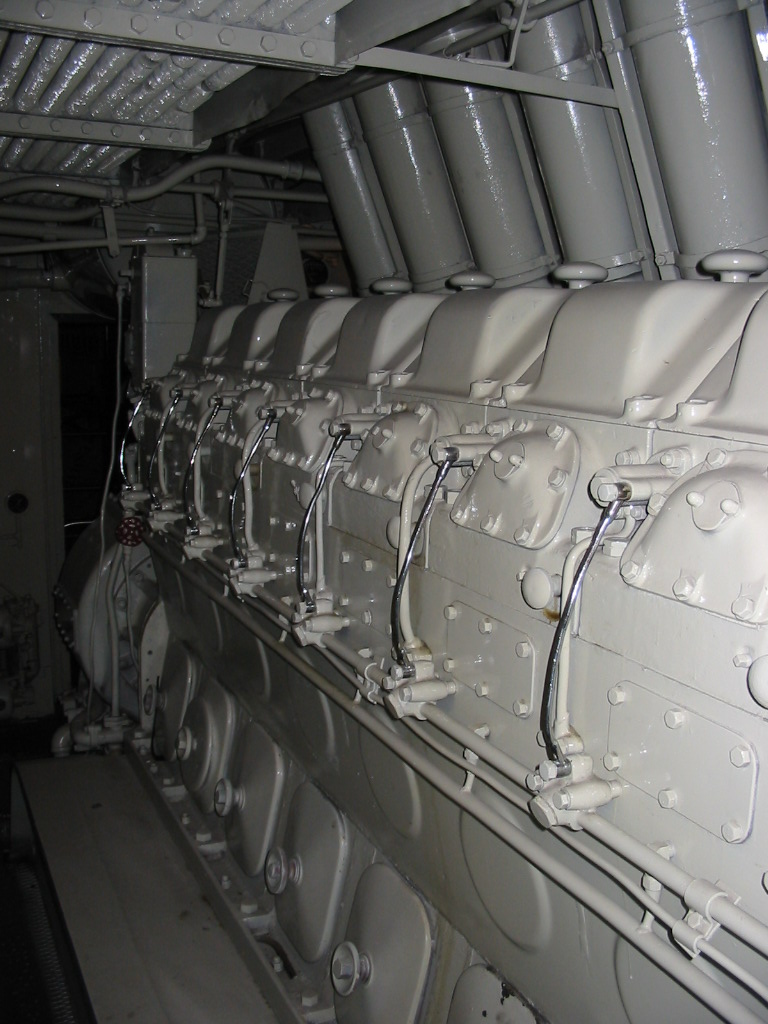
Дизельный двигатель, вид под углом

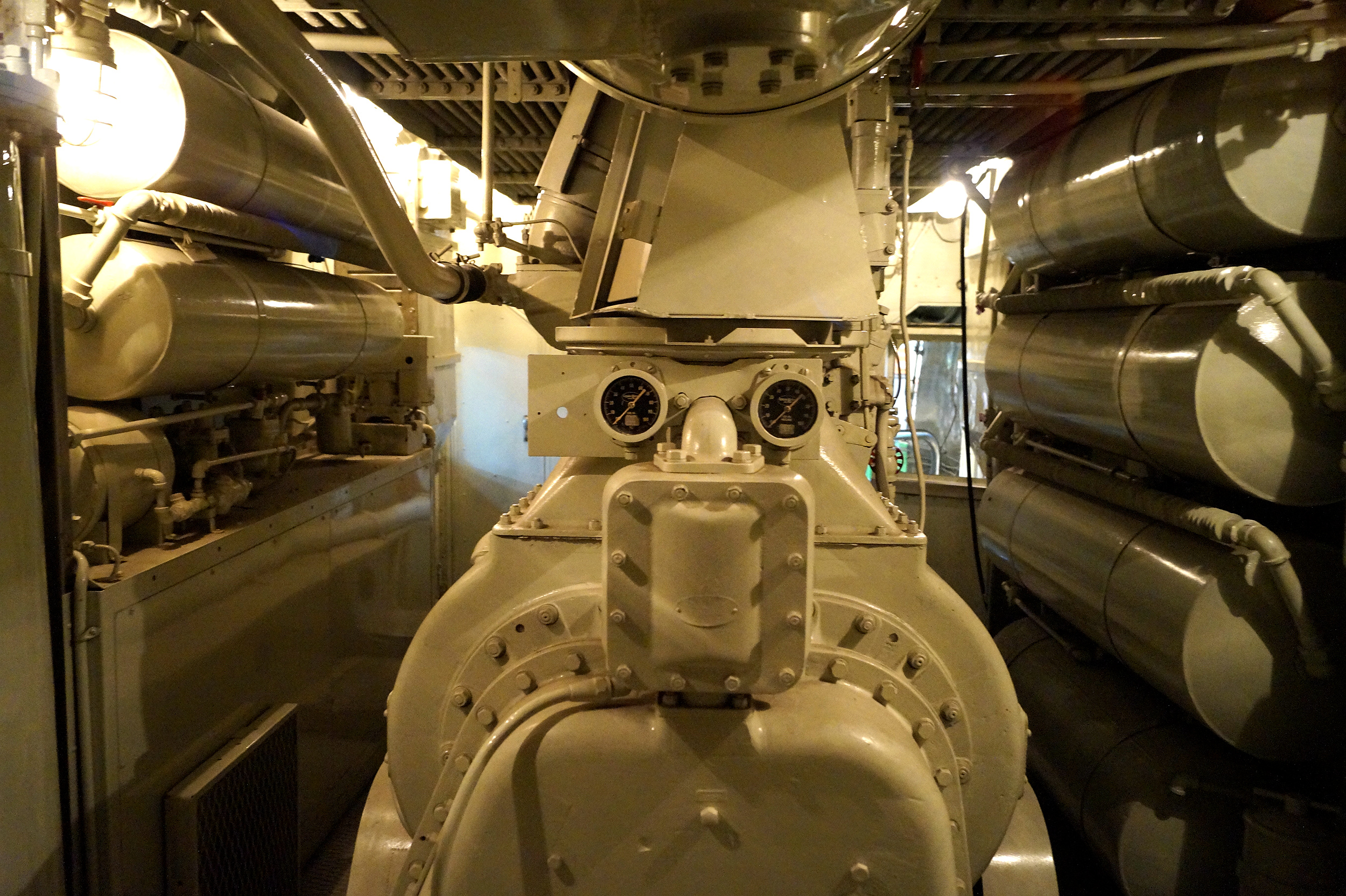
Моторный отсек, вид вперёд (2018 год)

Новейший двухтактный восьмицилиндровый дизельный двигатель жидкостного охлаждения «Уинтон» мощностью 600 л. с. приводил в движение тяговый генератор, от которого питались два тяговых электродвигателя передней тележки производства «Электро-Мотив». Радиаторы охлаждения устанавливались в особый отсек под приподнятой секцией крыши моторного вагона; воздух поступал к радиаторам через два воздухозаборника над лобовыми стёклами кабины управления. Были предусмотрены два вентилятора для принудительной обдувки радиаторов на стоянке.

### Интерьеры

#### Компоновка

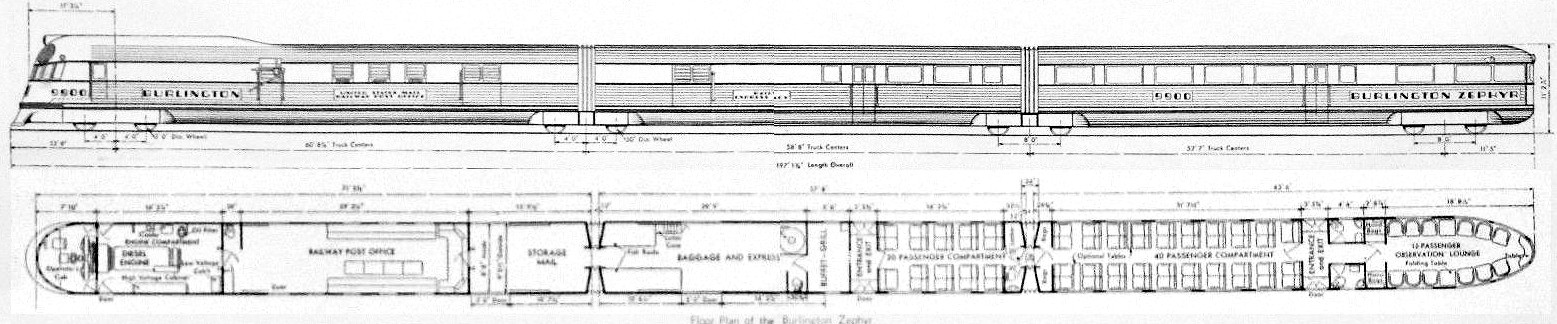
Компоновка состава. Чертежи Budd Company

В первом, моторном, вагоне поезда размещались кабина управления, силовая установка, топливный бак, железнодорожная почта и багажный отсек. Во втором вагоне размещался другой, объёмный, багажный отсек, буфет и салон для курящих на 20 мест. Третий вагон был разделён на два пассажирских отделения, на 40 и 12 мест, разделённых тамбуром и туалетными помещениями по бокам от прохода позади него. Между вторым и третьим вагоном в часть периода эксплуатации также вцеплялся дополнительный промежуточный пассажирский вагон, при этом с 1935 по 1938 год это был вагон только с пассажирским салоном на 40 мест, а с 1938 года он был заменён другим вагоном с таким же числом мест, но также оснащённым буфетом, в то время как буфет и салон для курящих во втором вагоне одновременно были переоборудованы в багажное отделение. Пассажирские сиденья в обычных салонах располагались вдоль направления движения по бокам от центрального прохода по схеме 2+2, а в хвостовом панорамном салоне — поперёк лицом к проходу с изгибом в конце. Общая вместимость поезда — 72 сидячих пассажирских места в базовой трёхвагонной, 112 в дополненной четырёхвагонной составности либо 92 в четырёхвагонной составности с ликвидированным салоном во втором вагоне, а также 25 т багажа.
Скромная, даже по сравнению с М-10000, вместимость объясняется тем, что Ральф Бадд планировал эксплуатировать «Зефир» на малолюдном, убыточном маршруте Линкольн — Канзас-Сити, отказаться от которого он не мог по политическим соображениям. Путевое развитие обеих конечных станций позволяло оборачивать однонаправленные составы, магистральные пути были пригодны для скоростного движения. Один дизель-поезд, делающий одну пару поездок в день, мог заменить два паровоза и шесть пассажирских вагонов, суммарно весивших в восемь раз больше и причинявших пропорционально больший износ путей. Бадд предполагал, что даже в этом случае пассажирские перевозки останутся убыточными, и рассчитывал компенсировать убытки за счёт почты и грузов. Именно по этой причине почтовые и багажные отделения заняли половину полезной площади.

#### Дизайн и оснащение
Дизайн интерьеров выполнила архитектурная фирма Поля Кре из Филадельфии. Вклад самого Кре ограничился изменением профиля гофрированных бортов поезда; над интерьерами работал его партнёр Джон Харбисон. Он пытался намеренно избежать каких-либо аналогий с тяжеловесной роскошью пульмановских вагонов: интерьер «Зефира» должен был стать таким же современным, как и его внешность. Каждый пассажирский салон имел люминесцентное освещение, собственный кондиционер и собственный термостат, управлявщий отоплением. Чтобы сохранить внутренний объём салонов, Харбисон отказался от багажных полок — для хранения ручной клади предусматривались особые шкафы. Дизайнер сумел создать современный, простой, но не дешёвый интерьер с использованием алюминия, нержавеющей стали, патентованных композитных плит и шёлковых тканей.

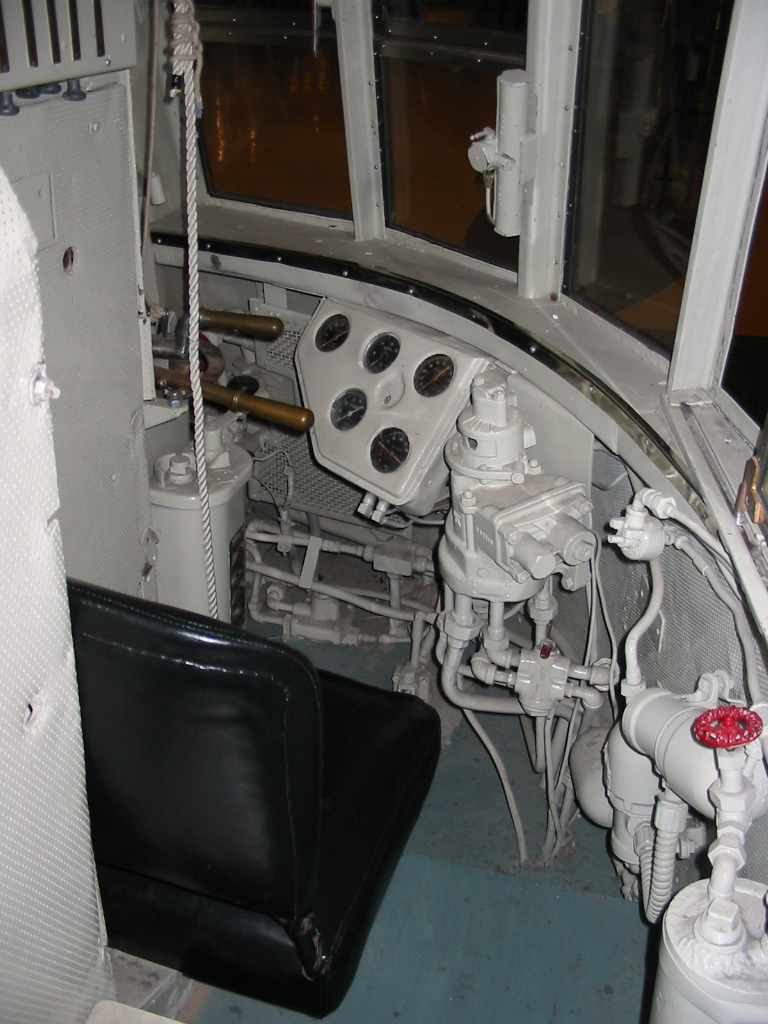
Кабина машиниста (2003 год)
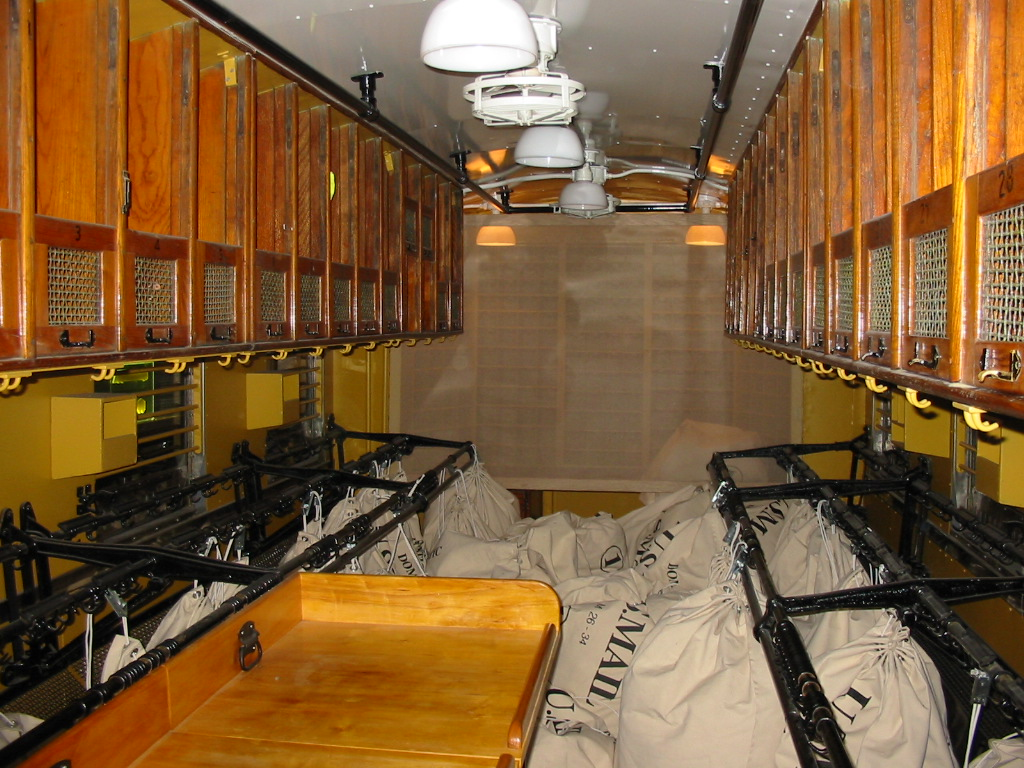
Почтовое отделение в головном вагоне (2003 год)
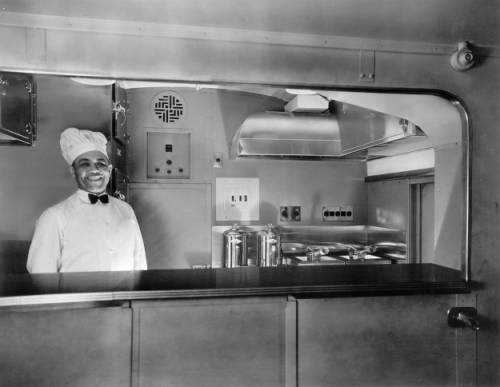
Буфет в промежуточном вагоне (1934 год)
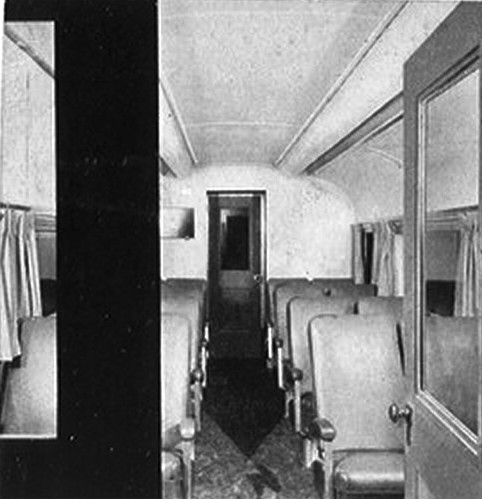
Салон для курящих в промежуточном вагоне (1934 год)
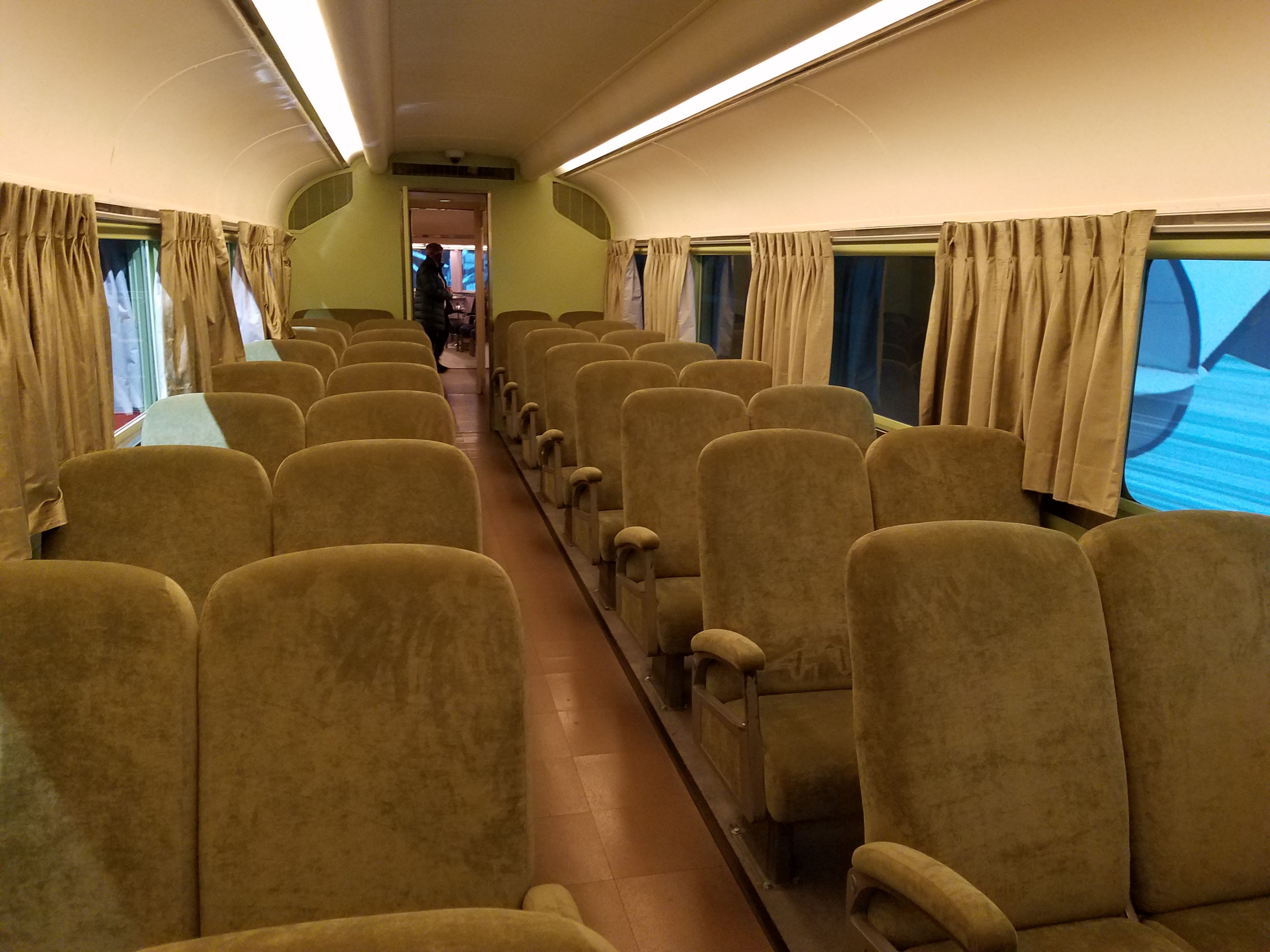
Основной салон в хвостовом вагоне (2021 год)
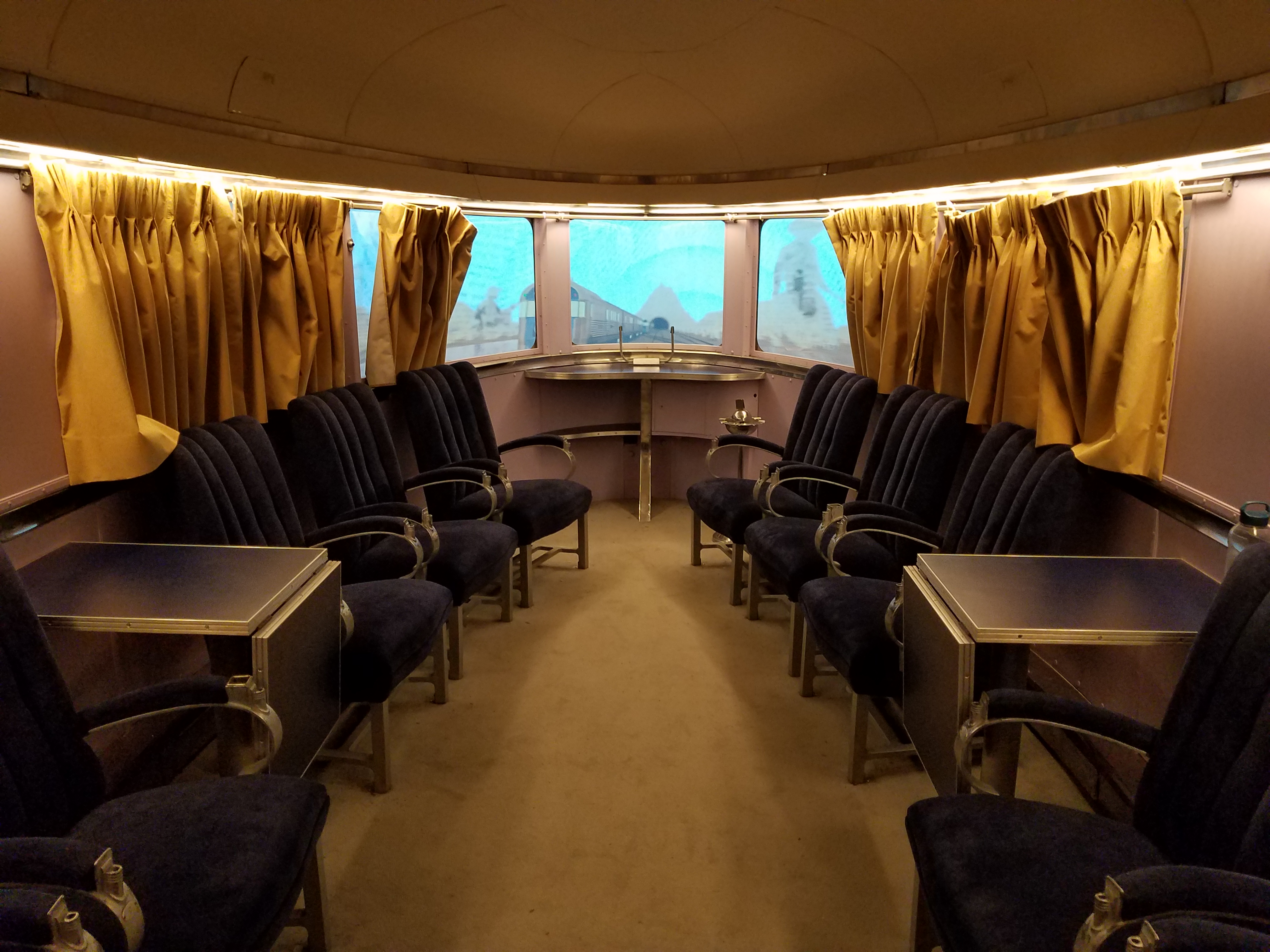
Панорамный салон в хвосте поезда (2021 год)

## Эксплуатация

### Испытания
Производство дизель-поезда затянулось из-за того, что двигатель разрабатывался и строился одновременно с постройкой вагонов; как следствие, первым поездом-стримлайнером США стал М-10000. «Зефир», пока известный лишь по бортовому номеру 9900, вышел на испытания 7 апреля 1934 года. Запуск и отладка двигателя заняли двое суток. 9 апреля поезд совершил первый пробег длиной 40 км, достигнув максимальной скорости 167 км/ч. 14 апреля журнал Railway Age опубликовал его подробное техническое описание, а 18 апреля он был торжественно наречён именем Burlington Zephyr. По сообщениям Chicago Tribune, выбор имени Зефира, бога западного ветра, восходил к прологу «Кентерберийских рассказов» Джеффри Чосера. Ральф Бадд, по словам корреспондента, охотно читал Чосера наизусть. По другой, легендарной, версии, источник названия — «Ода западному ветру» Шелли, также хорошо знакомая Ральфу Бадду.

### Рекордный пробег
25 мая 1934 года в Чикаго открылся второй сезон всемирной выставки «Столетие прогресса», а на вечер следующего дня, 26 мая, было назначено торжественное открытие транспортной экспозиции «Крылья прогресса». Ральф Бадд зарезервировал «Зефиру» место на выставке, но этого было мало; предприниматель решил превратить прибытие поезда в Чикаго в шумное рекламное шоу. По плану Бадда, рано утром 26 мая «Зефир» должен быть выйти из Денвера, совершить рекордный безостановочный пробег длиной в 1633 км (1015 миль), и вечером того же дня завершить его торжественной «премьерой» на чикагской выставке. По расчётам, при средней скорости 108 км/ч (67 миль/ч) «Зефир» мог пройти дистанцию за 15 часов. Лучший паровой экспресс компании проходил её за 26 часов.
Подготовка к пробегу заняла несколько недель. Железнодорожники проинспектировали и отремонтировали все 1633 км магистральной дороги. Накануне пробега её расчистили, отправив все грузовые и пассажирские поезда на боковые станционные пути, и заклепали все стрелочные переводы. На пути установили временные знаки ограничения скорости, рассчитанные на график движения «Зефира». В день пробега на все 1689 переездов по ходу маршрута заступили временные дежурные железнодорожники, а на станциях дежурили полицейские наряды и волонтёры из Американского легиона и скаутского движения. Организация пробега не вызывала сомнения, но техническое состояние «Зефира» было далеко от идеала. Пуск и регулировка двигателя заняли четыре дня, а за день до старта в нём разрушился подшипник. В мире было всего два других таких подшипника: один хранился на заводском складе в Детройте, слишком далеко от Денвера, другой работал на М-10000, в то время стоявшем в Омахе. Ральф Бадд лично договорился с президентом компании-конкурента, механики «Юнион Пасифик» демонтировали подшипник с локомототива, а затем заместитель Бадда вывез его самолётом в Денвер.

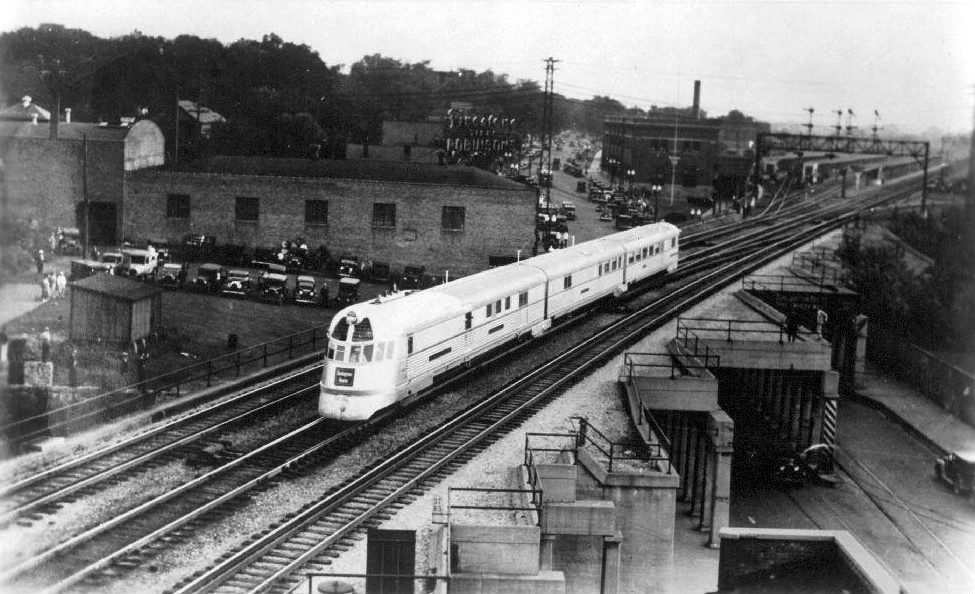
26 мая 1934 года. «Зефир» проходит эстакаду в городе Орора

Из-за авральных работ старт пробега пришлось отложить. «Зефир» отправился в путь с Объединённого вокзала Денвера в 7:04 утра 26 мая, с опозданием на 65 минут. В состав экипажа входили три сменных машиниста (два железнодорожника и инженер «Уинтон») и три механика. В пассажирском салоне ехали оба Бадда, президент «Электро-Мотив», их почётные гости и репортёры, а в багажном отсеке — талисман пробега, осёл по кличке Зеф. На загородных участках поезд, как правило, шёл со скоростью 145 км/ч (90 миль/ч). На одном тридцатикилометровом (19 миль) участке в Колорадо «Зефир» поддерживал скорость 161 км/ч (100 миль/ч), а максимальная скорость достигала 181 км/ч (112,5 миль/ч).
Пробег чуть было не окончился провалом из-за ошибки механиков, повредивших кабель питания стартера. Машинист, почувствовав запах горящей изоляции, отключил двигатель — и более не мог перезапустить его. Положение спас инженер «Электро-Мотив» Рой Бер: он руками соединил обгорелые концы кабеля, и ценой тяжёлых ожогов обеспечил пуск двигателя. В другом, не связанном, инциденте тормозная система начала непредвиденное торможение. Пневматическая система поезда, питавшая и тормоза, и звуковой сигнал, не была рассчитана на почти непрерывное использование последнего. Давление в магистрали упало до уровня, при котором вступили в действие тормозные колодки. Следуя инструкции, машинист снизил обороты двигателя, чтобы остановить поезд и восстановить давление на стоянке — но второй представитель «Электро-Мотив» приказал немедленно поднять обороты на максимум. Запаса мощности дизеля хватило, чтобы быстро поднять давление, колодки растормозились и поезд продолжил движение без остановки. «Зефир» пересёк финишную ленту на чикагской станции Холстед-Стрит в 19:10, и торжественно прибыл на выставочную площадку в 20:09.
«Зефир» установил мировой рекорд безостановочного пробега — 1633 км за 13 часов 4 минуты и 58 секунд (средняя скорость 125 км/ч) (предшествоваший рекорд безостановочного пробега принадлежал британскому паровозу и составлял всего 645 км). Расход топлива составил 1582 л, при тогдашней цене в 4 цента за галлон стоивших менее 17 долларов (экспресс на паровой тяге на том же маршруте расходовал 85 т угля, стоивших 255 долларов). Ральф Бадд добился желаемого: восторженная реакция прессы была сравнима с освещением трансатлантического перелёта Линдберга.

#### Отражение в кинематографе

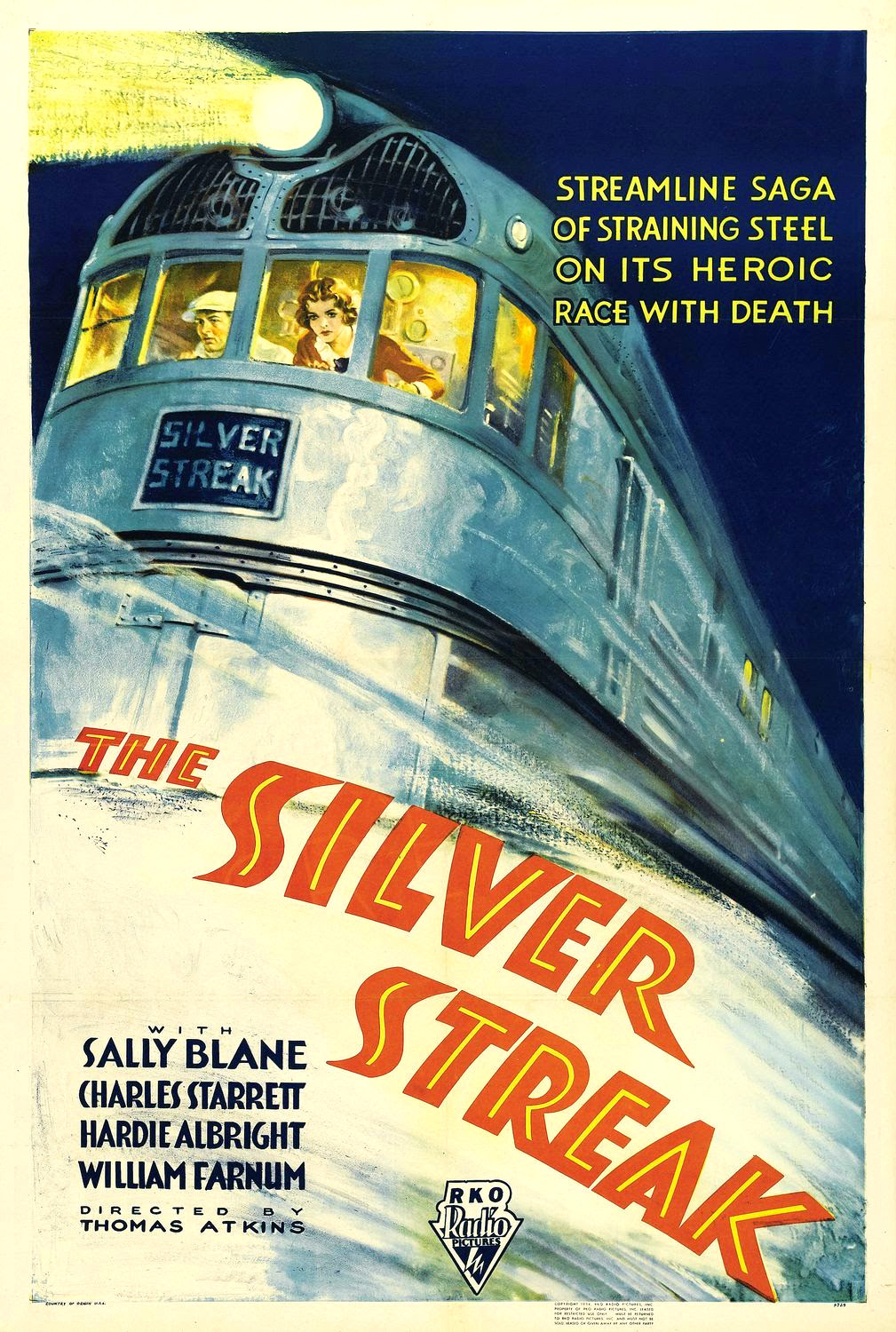
Плакат фильма, 1934 год

«Зефир» — главная «звезда» полнометражного приключенческого фильма «Серебряная полоса» (англ. The Silver Streak), вышедшего в широкий прокат в январе 1935 года.
Идея эксплуатации модной темы скоростных экспрессов возникла после первых рекордов М-10000. Продюсер RKO попытался «одолжить» M-10000 у «Юнион Пасифик», но та наотрез отказалась. В июне 1934 года, когда «Зефир» прибыл в Лос-Анджелес в рамках рекламного турне, кинематографисты сумели договориться с руководителями «Берлингтон». Затем продюсеры и сценаристы лично объехали места натурных съёмок и составили сценарий, включавший производственную драму, катастрофическую вспышку полиомиелита, схватку с германским шпионом и финальный безостановочный пробег в две тысячи миль от Чикаго до плотины Гувера. Ограниченный бюджет не позволял нанять кассовых актёров: в главной роли конструктора поезда снялся ещё не известный публике Чарли Старретт, его подругу сыграла Салли Блейн. В ролях второго плана снимались Уильям Фарнум, Ирвинг Пичел, Артур Лейк, Теодор фон Эльц и один из директоров «Берлингтон». Съёмки на натуре и в студии прошли в сентябре 1934 года, первый закрытый показ состоялся 7 ноября. Авторы тщательно избегали появления в фильме каких-либо упоминаний реального владельца поезда — на время съёмок фирменные таблички «Берлингтон» были заменены на вымышленный «Silver Streak».
Критики разгромили «Серебряную полосу» за слабую режиссуру, посредственную игру, затянутый и «смехотворный» сюжет и многократные повторы. Однако фильм был достаточно успешен в прокате и принёс кинокомпании 107 тысяч долларов прибыли при бюджете в 122 тысячи.

### Регулярная эксплуатация

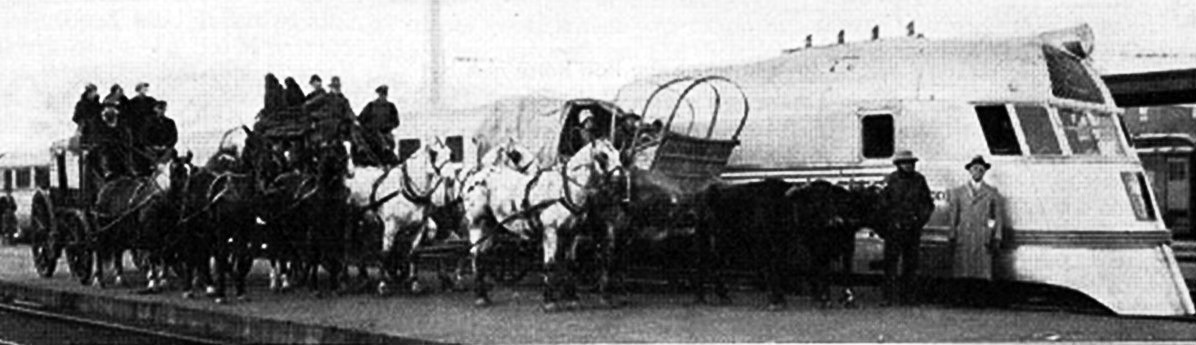
Поезд на станции Линкольн на церемонии запуска по маршруту Линкольн—Канзас-Сити, ноябрь 1934 года

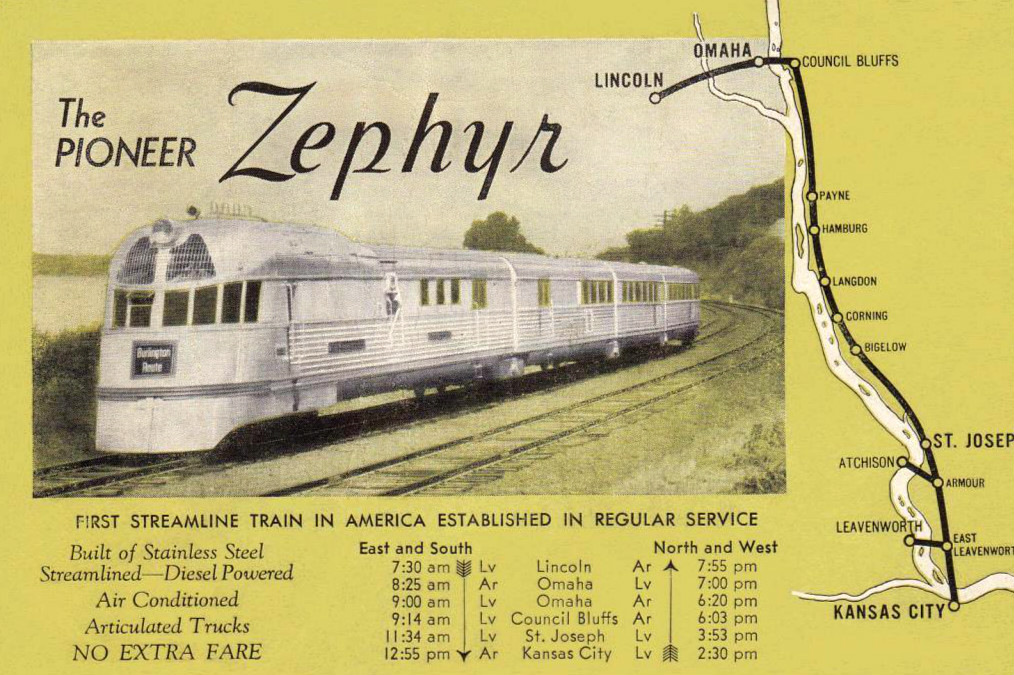
Почтовая карточка с фотографией дизель-поезда в четырёхвагонной составности и схемой его маршрута

За пять месяцев опытной эксплуатации, с апреля по ноябрь 1934 года, поезд прошёл 48 983 км и побывал в 222 городах, где его посетили более двух миллионов зрителей. 11 ноября 1934 года «Зефир» начал пассажирские перевозки по четыресоткилометровому маршруту Линкольн — Омаха — Сент-Джозеф — Канзас-Сити, став первым поездом-стримлайнером в регулярной эксплуатации (в то время M-10000 и второй «стримлайнер» «Юнион Пасифик» всё ещё выполняли рекламные и экскурсионные поездки). Поезд стабильно ходил с полной загрузкой, билеты раскупались на несколько дней вперёд — поэтому летом 1935 года трёхвагонный состав был дополнен четвёртым вагоном на сорок мест. Пассажиропоток маршрута, по сравнению с поездами на паровой тяге, вырос на 36 %, а стоимость пробега одной мили уменьшилась с 65 до 35 центов. Заказывая «Зефир», Ральф Бадд рассчитывал на окупаемость инвестиций в 15 % в год, а в реальной эксплуатации поезд окупил себя всего за 20 месяцев.

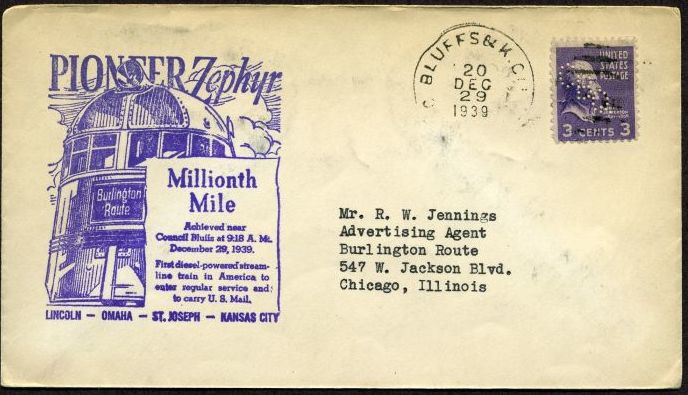
29 декабря 1939 года пробег «Зефира» достиг одного миллиона миль. Конверт со специальным штемпелем железнодорожной почты

В мае 1936 года «Зефир» начал регулярное движение по маршруту Денвер — Чикаго. Эдвард Бадд хотел во что бы то ни стало опередить «Юнион Пасифик» с началом скоростного движения на этом направлении, но заказанные для него поезда ещё не были готовы. Сидячие места «Зефира» мало подходили для шестнадцатичасового маршрута, но для предпринимателя был важен прежде всего доходный контракт с почтой США. В ноябре 1936 года, после того, как в строй вступили серийные магистральные «Зефиры», поезд-первопроходец был переименован в Pioneer Zephyr и вернулся на региональные маршруты Среднего Запада. В 1938 году дополнительный промежуточный пассажирский вагон, вцепленный третьим по счёту, был заменён на другой аналогичной вместимости с буфетом, при этом второй (промежуточный багажно-пассажирский) вагон был полностью отдан под грузовые перевозки, лишившись салона и буфета, но сохранив окна.
Благополучная служба прервалась 2 октября 1939 года: проходя станцию ныне не существующего городка Непир, «Зефир» взрезал стрелку и столкнулся с локомотивом, стоявшим на боковом пути. Машинист «Зефира» погиб, пострадали пятеро служащих железнодорожной почты. Передняя половина моторного вагона разрушилась, но поезд остался ремонтопригодным. Завод «Берлингтон» в Ороре восстановил «Зефир» за два месяца; поезд вновь вышел на линию и в самом конце 1939 года достиг пробега в один миллион миль (1 609 340 км). Из-за катастрофы компания отказалась от постройки новых «лопатоносых» локомотивов в пользу более безопасных для экипажа капотных компоновок.
В 1940-е годы «Зефир» продолжил службу на Среднем Западе и в Техасе. В ноябре 1944 года грузовой поезд протаранил его хвостовой вагон; четыре пассажира погибли, шестеро были ранены. 29 апреля 1949 года он столкнулся в Хьюстоне с автобетоносмесителем. Ровно год спустя, 29 апреля 1950 года, в городе Лонгмонт произошло столкновение с грузовиком. Во всех случаях поезд был оперативно восстановлен заводом в Ороре. К началу 1950-х годов конфигурация «Зефира» вернулась к трёхвагонному составу массой около 88 т, при этом панорамный салон в хвосте третьего вагона практически не использовался из-за вибраций и тряски. В марте 1960 года «Зефир» в трёхвагонной конфигурации выполнил последний регулярный рейс Линкольн — Канзас-Сити и прибыл своим ходом в  чикагский музей науки и промышленности.

### Сохранение в музее
По окончании эксплуатации в 1960 году дизель-поезд стал музейным экспонатом. До 1994 года музей экспонировал поезд на открытой площадке; в 1994 году «Зефир» переехал на закрытую подземную площадку музея, и в 1998 году прошёл косметический ремонт. Четвёртый вагон, использовавшийся в составе «Зефира» в 1935—1938 годы, сохранился в частном собрании в Висконсине, и по состоянию на начало 2022 года проходил реставрацию.

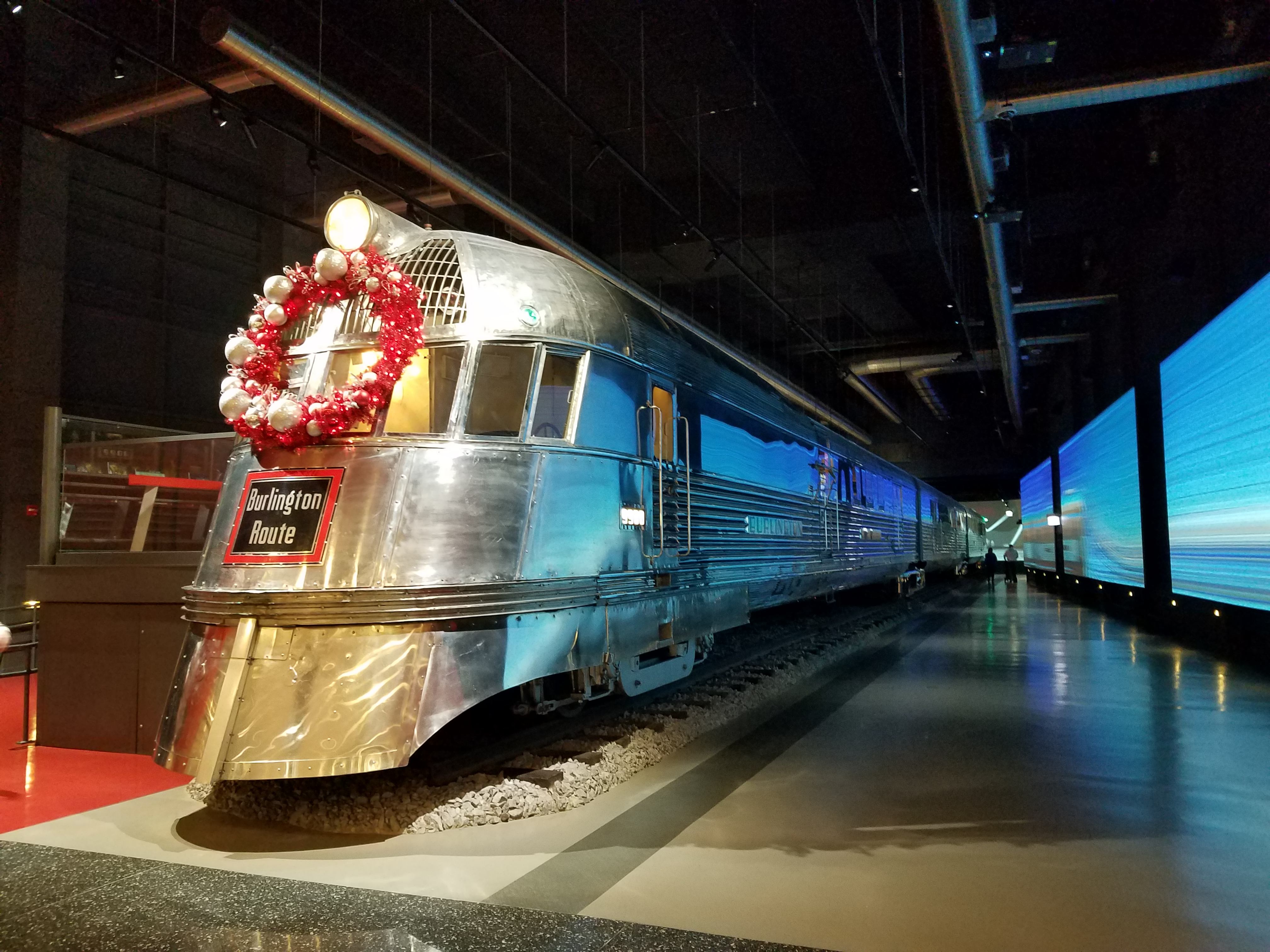
Поезд в музее науки и промышленности в Чикаго, 2021 год
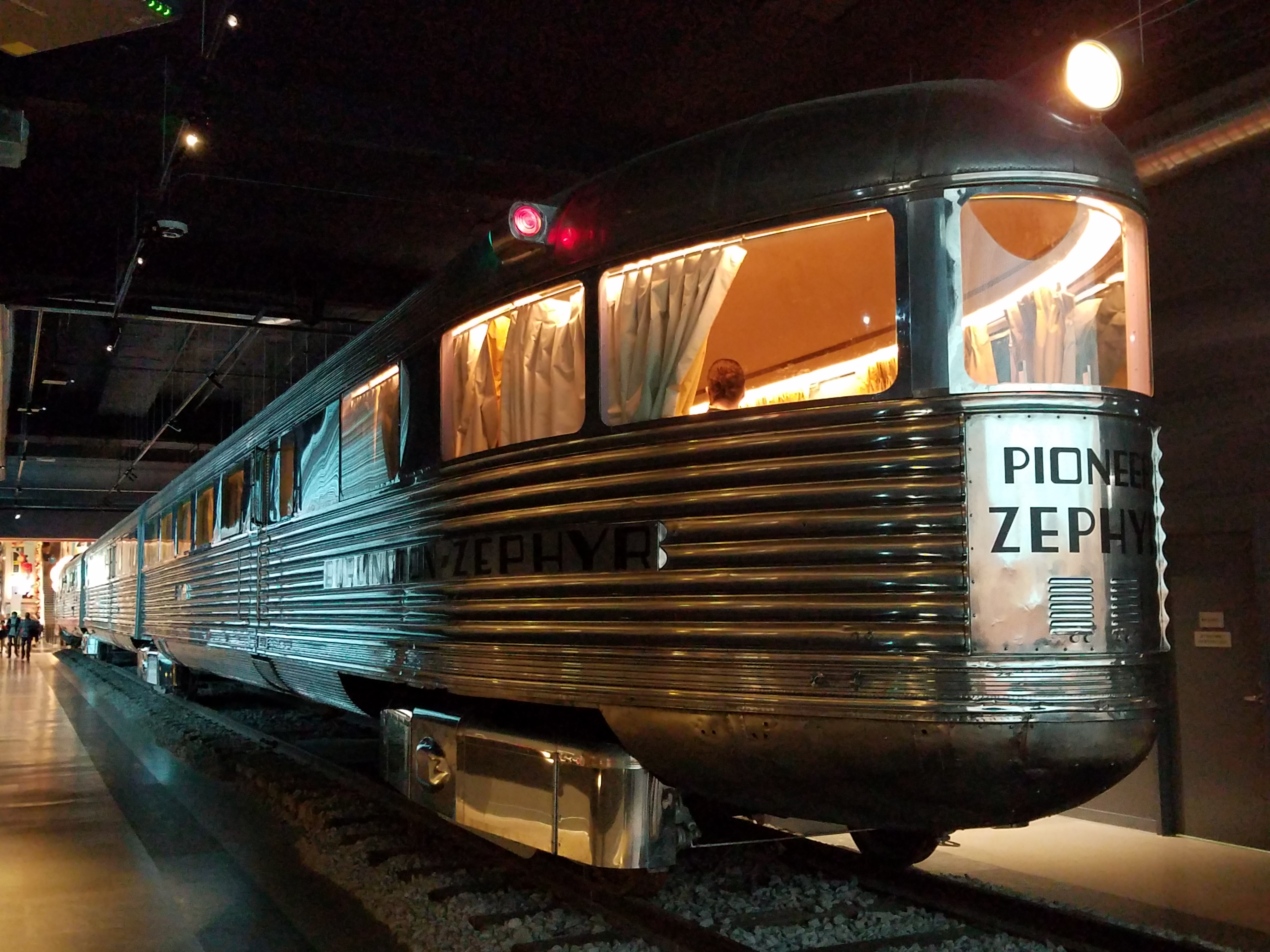
Хвостовой вагон поезда в музее, 2021 год

## Серийные «Зефиры»

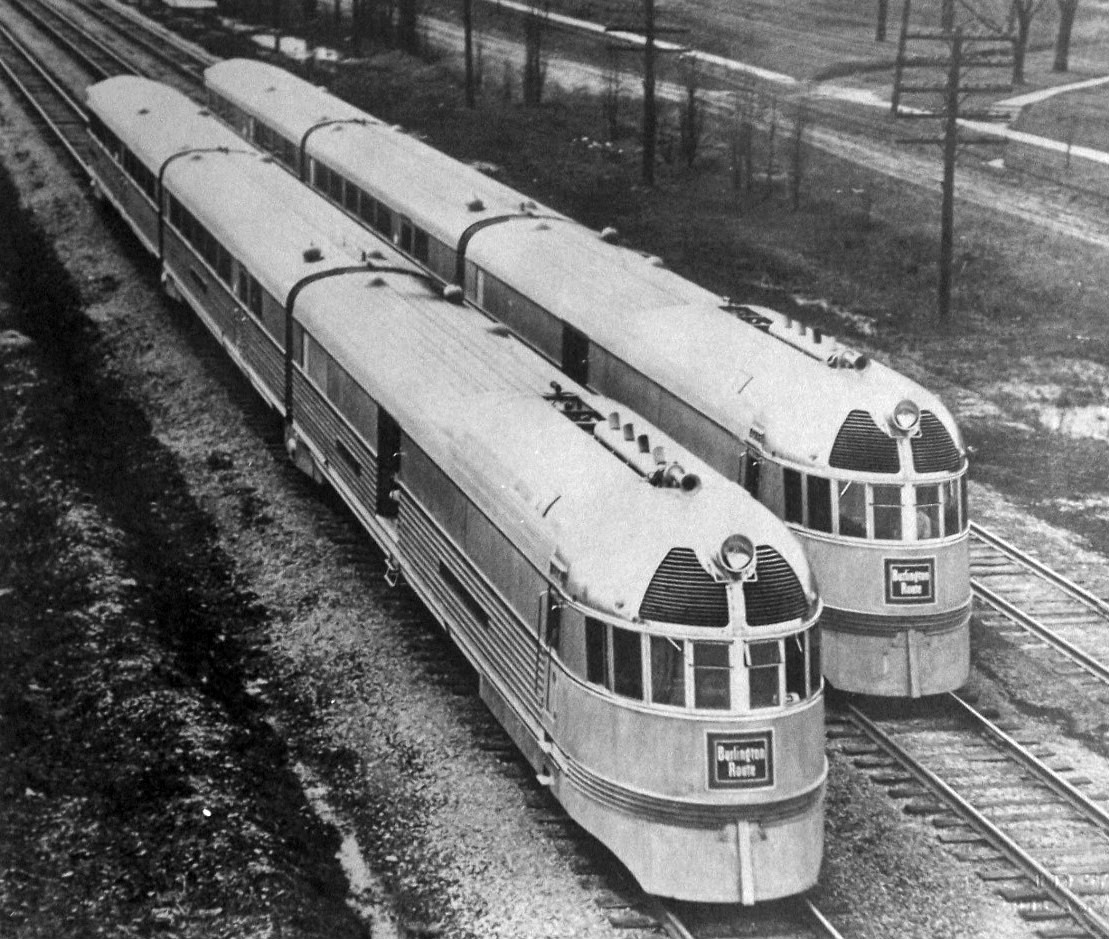
Идентичные «близнецы» с бортовыми номерами 9901 и 9902. Фото 1935 года

Имя Zephyr, в разных комбинациях, использовалось во множестве названий фирменных поездов США, и по состоянию на 2022 год продолжает активно использоваться. В узком смысле «Зефиры» — скоростные поезда производства «Бадд», конструктивно восходящие к первому «Зефиру» 1934 года, и имеющие характерную «лопатообразную» носовую оконечность. Парк этих поездов составлял десять единиц, включая прототип (бортовой номер 9900). Девять из них эксплуатировались в сети железных дорог «Берлингтон». Несмотря на громкий успех первого «Зефира», компания «Бадд» сумела продать на сторону только один поезд.
- BM[англ.]-MEC[англ.] 6000 (Flying Yankee[англ.], 1935) — первый серийный «Зефир», единственный, служивший за пределами сети «Берлингтон», и единственный, сохранивший заводскую конфигурацию в течение всей службы[71][72]. Конструктивно поезд повторял оригинал, с единственным отличием: второй вагон трёхвагонного состава был полностью отдан под пассажирские места, что увеличило вместимость до 142 пассажиров[71][73]. «Янки» проработал на регулярных маршрутах Новой Англии с апреля 1935 года[73] по 1957 год[71]. C 1957 по 1993 год поезд хранился в собрании узкоколейной железной дороги[англ.] в Массачусетсе[71]. В последующие тридцать лет поезд несколько раз менял владельцев, но так и не получил постоянного пристанища. По состоянию на сентябрь 2022 года поезд принадлежит штату Нью-Гэмпшир и требует восстановления[72][71][73].
- 9901 и 9902 (Twin Zephyrs[англ.], 1935) — идентичные трёхвагонные сочленённые составы вместимостью 76 пассажиров каждый, построенные для службы на высоконкурентном семисоткилометровом машруте Чикаго — Сент-Пол — Миннеаполис[74][28]. Внешне они отличались от прототипа рисунком воздухозаборников, конструктивно — иной тормозной системой, и компоновочно — бо́льшим размером панорамного салона, наличием ресторана и отсутствием почтового отделения[74][28]. Трёхвагонные «близнецы» не справлялись со спросом, и после ввода в строй поездов большей вместимости компания перевела их на менее напряжённые маршруты. Поезд 9901 был уничтожен пожаром в 1944 году, поезд 9902 был списан в 1954 году[28].

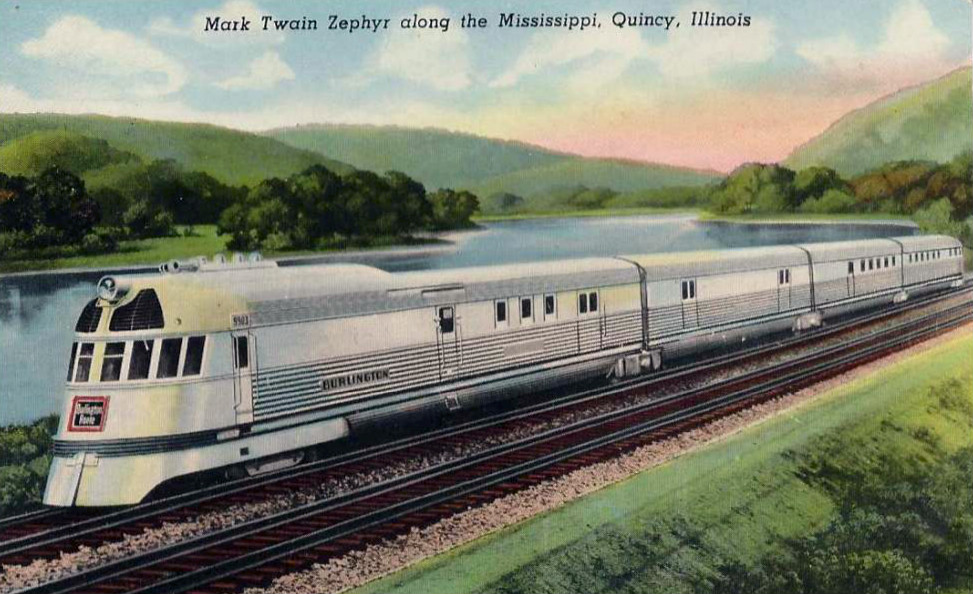
Mark Twain Zephyr, бортовой номер 9903

- 9903 (Mark Twain Zephyr[англ.], 1935) — четырёхвагонный сочленённый состав вместимостью 96 пассажиров, построенный для службы на маршруте Берлингтон — Сент-Пол[75]. Второй вагон — грузовой, рассчитанный на перевозку скоропортящихся продуктов[75]. 23 октября 1935 года поезд поставил рекорд скорости в 193 км/ч (120 миль/час)[75]. Поезд прослужил без происшествий с конца 1935 года по 1958 год, в том числе с 1938 года в него входил вагон из состава первого «Зефира».[67] В 1962 году списанный Mark Twain Zephyr был выкуплен в частное владение, затем сменил несколько владельцев и в 2020 году поступил в собрание частной исторической железной дороги[англ.] в Висконсине[67]. По состоянию на начало 2022 года поезд находился на реставрации[68][69].
- 9904 и 9905 (Twin Zephyrs[англ.], 1936) — составы из сочленённых шестивагонных пассажирских секций (120 сидячих мест и 46 мест первого класса) и обособленных тепловозов мощностью 1800 л. с., предназначенные для маршрута Чикаго — Сент-Пол — Миннеаполис[76]. В 1937 году пассажирские секции были удлинены до семи вагонов (222 пассажира); в 1963 году они, напротив, были укорочены до пяти вагонов[76]. К этому времени тепловозы 9904 и 9905 уже были списаны; пассажирские секции прослужили до 1968 года вместе с обычными тепловозами[76]. Поезд 9905 был продан в Саудовскую Аравию, поезд 9904 сохранился в собрании Иллинойсского музея железных дорог[англ.][76]. Сохранился и паровоз-стримлайнер Aeolus[англ.] производства «Болдуин», подменявший время от времени тепловозы «Зефиров»[77].
- 9906 и 9907 (Denver Zephyr[англ.], 1936) — крупнейшие составы семейства, предназначенные для скоростного маршрута Денвер — Чикаго[63]. Каждый состав состоял из сочленённого двухсекционного тепловоза, мощностью 1800+1200 л. с. (бортовые номера секций 9906A+ 9906B, 9907A+9907B) и десяти пассажирских вагонов (в 1938—1939 число вагонов было увеличено до двенадцати)[63]. Семь из них были объединены в сочленённые секции по три и по два вагона[63].

В состав поездов, впервые в истории «Бадд», были включены спальные вагоны. Их постройка спровоцировала иск со стороны «Пульман»; результатом встречного антимонопольного расследования стало расчленение «Пульман» на две независимые компании — производственную и сервисную.
«Денверские Зефиры» были коммерчески успешны и эксплуатировались до 1956 года.

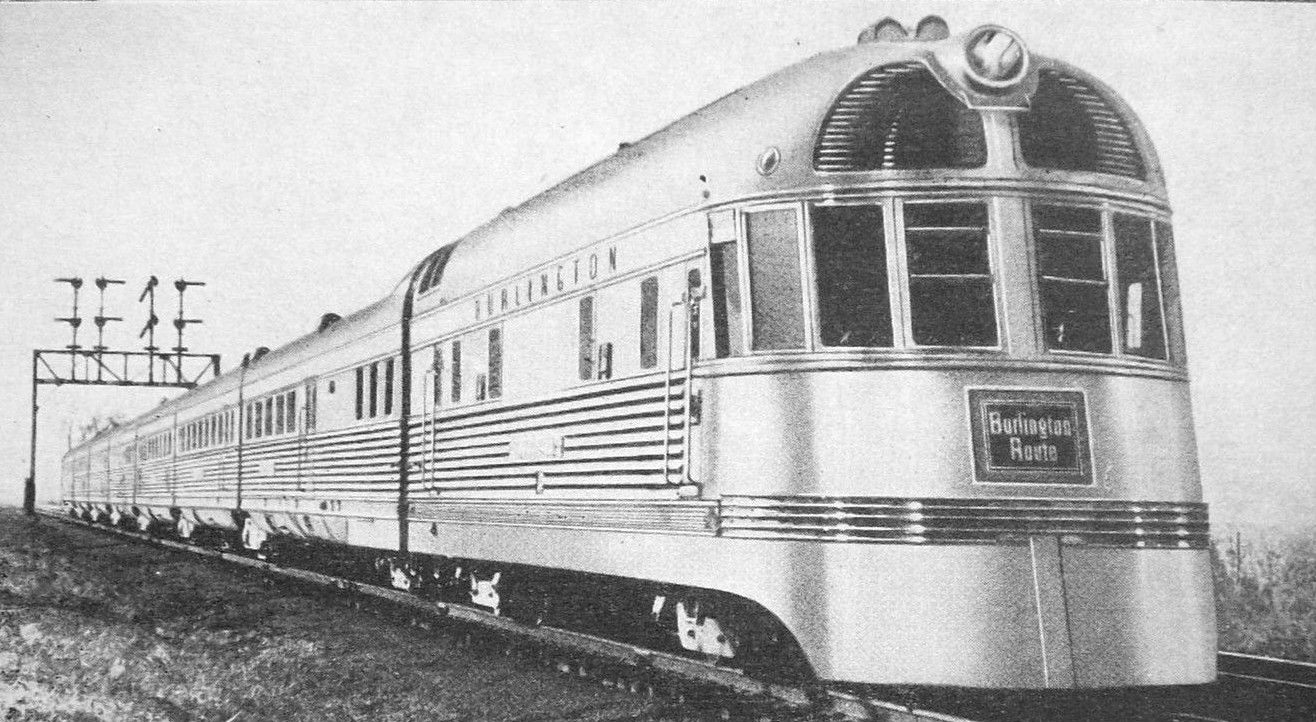
Поезд Twin Cities Zephyr в 8-вагонной составности
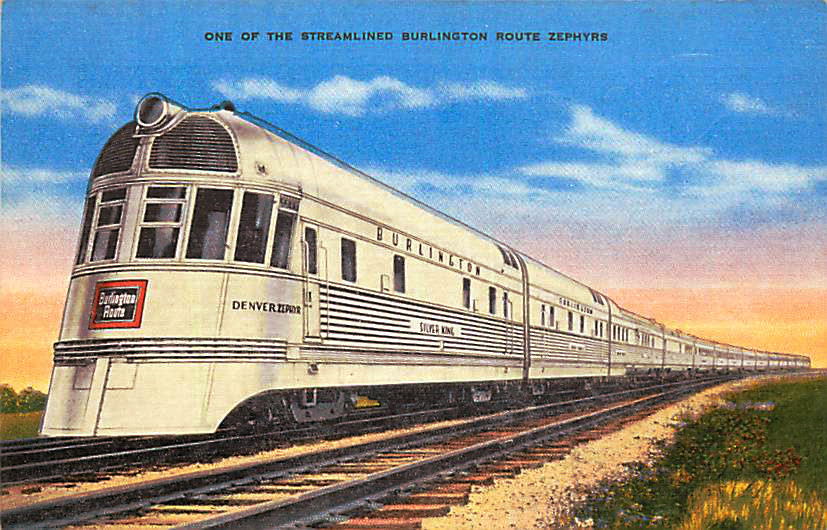
Поезд Denver Zephyr в 14-вагонной составности

- 9908 (General Pershing Zephyr[англ.], 1939) — четырёхвагонный состав, последний в серии «лопатообразных» поездов «Бадд»[78]. Моторный вагон 9908 использовал трёхосную моторную тележку от тепловоза E-unit[англ.] и тысечесильный дизель[англ.] производства «Электро-Мотив»[78]. Все тележки, кроме моторной, имели дисковые тормоза[78].

Вскоре после ввода в эксплуатацию поезд был расформирован. Моторный вагон 9908 служил в качестве тепловоза в пассажирском и грузовом движении до 1966 года и сохранился в собрании музея транспорта в Сент-Луисе. Хвостовой пассажирский вагон с панорамным салоном был продан в Австралию и с 1974 по 2009 годы служил на промышленной железной дороге. С 2010 года восстановленный вагон служит рестораном в Порт-Хедленд.

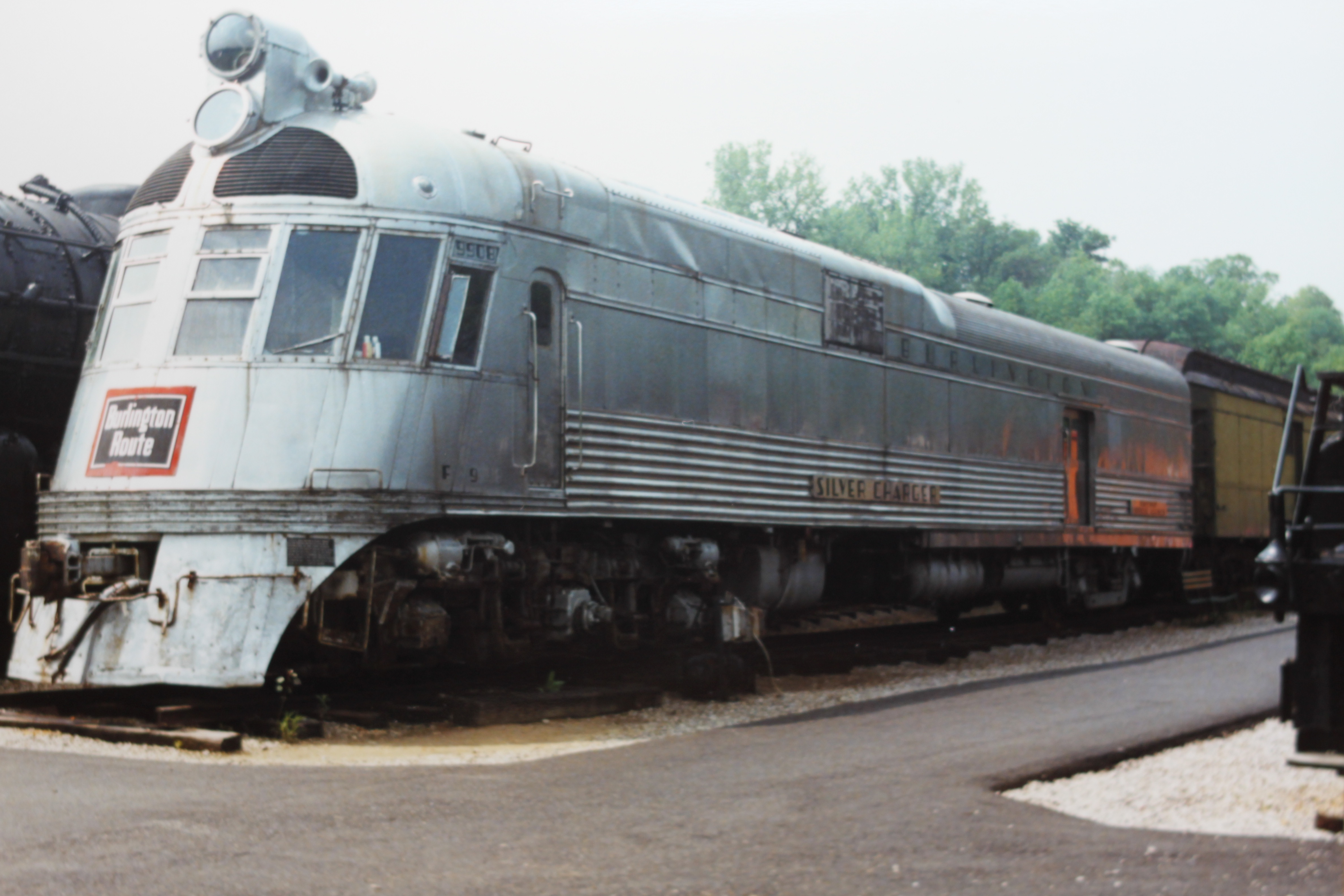
Головной вагон поезда 9908 General Pershing Zephyr. Сент-Луис, 2011 год
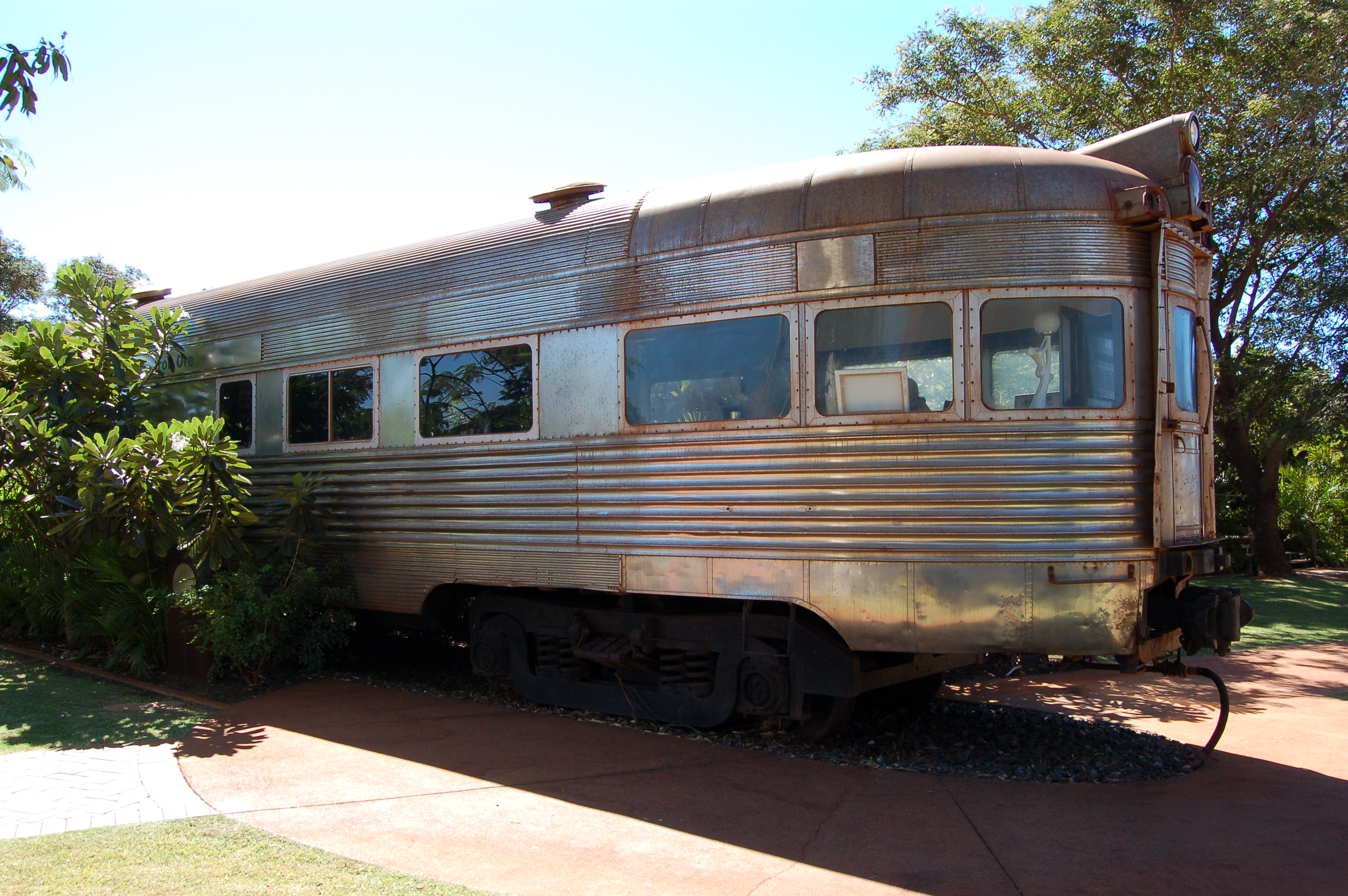
Хвостовой вагон поезда 9908 General Pershing Zephyr. Австралия, 2012 год

## Комментарии
1. ↑  Кевин Холланд (2021) называет двух Баддов дальними родственниками (англ. distant relation)[20], но все остальные авторы — просто однофамильцами.
2. ↑  К лету 1933 «Уинтон» изготовила и продемонстрировала на чикагской выставке единственный экземпляр дизеля модели 201, предназначенный для стационарного использования. Производство и доводка железнодорожой версии двигателя ещё не начинались[24][25].
3. ↑  В русском переводе Кашкина и Румера пятая строка оригинала (What Zephirus eke with his sote brethe...) пропущена.